# ボクスティ
ボクスティ（英語: boxty、アイルランド語: bacstaí）とは、主にアイルランドの北部地方であるアルスター地方において伝統的に作られてきた、主食材としてジャガイモを用いる料理の1つである。ただし、実際に食べる際には、ボクスティ単独ではなく、他の食品が添えられる場合もある。

## 行事食
アイルランドにおいてボクスティは、ハロウィンの際に供されるジャガイモ料理の1つとして知られている。
ただし、ハロウィンの際にアイルランドで供されるジャガイモ料理としては、他にコルカノンがあるように、あくまでボクスティはハロウィンの際に供されることのある料理の1つである。

## 北アイルランドのボクスティ
特にアイルランドの北部において、ボクスティは定番の料理の1つである。アイルランド北部において、ボクスティはハロウィンに限らず食される料理で、例えば、アルスターフライの一部として、ベーコンの脂で焼いたボクスティが添えられることもあるように、普段の朝食などとして供される場合もある。さらに、朝食に限らず、夕食に供される場合まである。

## 歴史

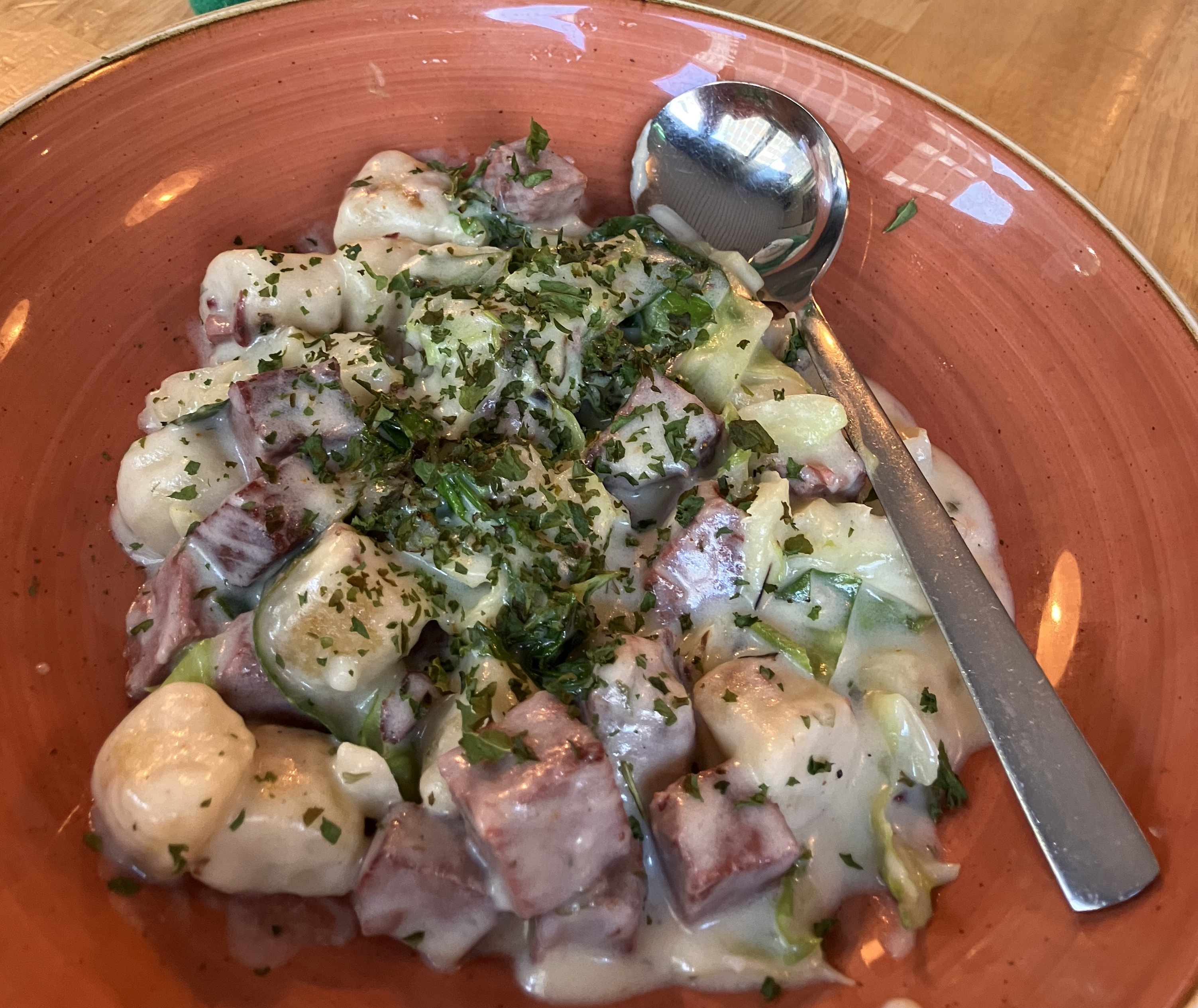
ゆでてコンビーフとあえたボクスティ

### 背景
アイルランドでは1586年にジャガイモの栽培が始まって以来、伝統的にジャガイモが食べられてきた歴史があり、ジャガイモの不作などが原因で、19世紀半ばにはジャガイモ飢饉すら発生した程、アイルランドにおいてジャガイモは普及した食材であった。なお、21世紀に入った2009年時点においても、アイルランドにおいてジャガイモは主要な農産物の1つであり、2009年には約36万トンの収穫があった。

### スタンピィ
ボクスティはアルスター地方の伝統的なジャガイモ料理として知られている。ただし、古来の呼称はボクスティではなく、スタンピィであった。
アイルランドの調理器具であるグリドルと呼ばれる鉄板で焼き上げて作られてきた。
ただ、2013年現在のアイルランドでは、バターなどの油脂と共にフライパンなどで焼き上げるだけで食べられるようになっている既製品のボクスティも販売されている。この半完成状態のボクスティ製品は、やはりアイルランド北西部において、多く見られるという。